# カラブラギ
カラブラギ（カンナダ語：ಕಲಬುರಗಿ, Kalaburagi）、旧称グルバルガ（英語：Gulbarga, ಗುಲ್ಬರ್ಗ)は、カルナータカ州にある一都市で、クリシュナ川の北岸、ベンガルールの北方613kmに位置している。現在では、ヴィジャヤプラ、ハイダラーバード、ビーダルを結ぶ道路とデリー、ムンバイと鉄道で結ばれるなど交通の便がよくなっている。

## 歴史
カラブラギは、古来からカンナダ語で「石がごろごろしている地」という意味の「カリブルギ(Kaliburgi)」の名で知られてきた。この地域が歴史上の記録に登場するのは6世紀頃にさかのぼるが、ラーシュトラクータ朝がこの地を支配したことが記録に残る契機になっている。しかし、後期チャールキヤ朝によって短期間で奪還され、200年にわたって支配を受けてきた。
そののち12世紀からカラチュリ朝の支配を受け、12世紀末頃にデーヴァギリのヤーダヴァ朝、ドーラサムドラのホイサラ朝は、後期チャールキヤ朝とカラチュリ朝の優勢をくつがえした。同時期にワランガルのカーカティーヤ朝が台頭してきた。現在のカラブラギとライチュール地方は、これらの王朝の支配下で形成されてきた。
1321年にカーカティーヤ朝の支配は、デリー・スルターン朝（ハルジー朝）によって打ち破られた。
その後、トゥグルク朝の支配下に引き継がれたが、その地方長官であったアラー・ウッデーン・ハサンが1347年に独立し、グルバルガを首都としてバフマニー朝を建てた。バフマニー朝のスルターンたちは、首都であるグルバルガにすばらしいイスラーム建築を残した。よく知られているのは、フィールーズ・シャー・バフマニーの命で建てられたジャーマ・マスジド(Jama Masjid)であり、インドでは珍しくスペインのコルドバの建築を模したものといわれる。中央に大きなドームをもちそれを囲むように四隅に４つの小さなドームが築かれた。またバフマニー朝の歴代君主の墓が残されている。
バフマニー朝が5つの王国に分裂すると、カラブラギはビーダル王国の支配下にはいった。17世紀には、ムガル帝国のデカン征服によって18世紀のはじめ頃までムガル帝国の支配下にあった。

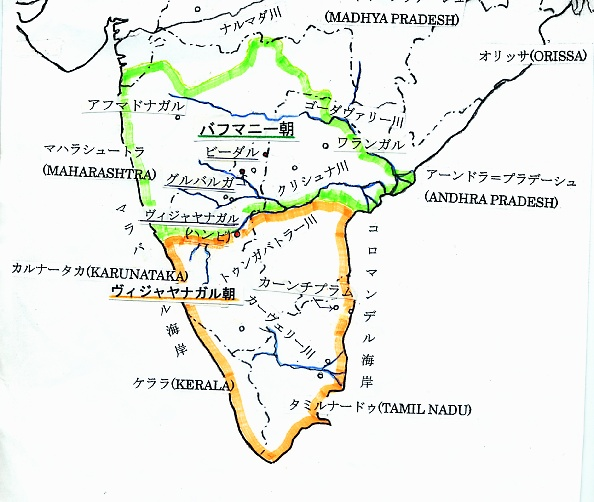
14世紀後半頃のバフマニー朝とヴィジャナガル朝。